# Marge Nelk
Marge Nelk (* 6. Mai 1975 in Rakvere, Estnische Sozialistische Sowjetrepublik) ist eine estnische Künstlerin und Buchdesignerin.
Sie studierte von 1996 bis 2002 Theologie an der Universität Tartu und von 2008 bis 2014 Fotografie an der Kunsthochschule von Tartu, wo sie seit 2018 3D-Grafik lehrt. Sie erstellt unter anderem Titelumschläge von Büchern und Mixed-Media-Fotografien, also Bilder, die Realaufnahmen mit gemalten und computergenerierten Inhalten verweben. Seit 2008 stellt sie ihre Werke in Ausstellungen aus, etwa dem Tartu Creative Economy Center und dem Viljandi Kondas Center.
Seit 2012 illustriert Marge Nelk Bücher, etwa Kätlin Kaldmaas Lugu Keegi Eikellegitütre isast (Die Geschichte des Vaters einer Onkeltochter) und Mehis Heinsaars Buch Unistuste tappev kasvamine (Das tödliche Wachsen von Träumen). Ihre Bilder finden sich in mehreren Ausgaben der Estnischen Kinderzeitschrift Täheke. 2014 veröffentlichte sie ihren Kurzfilm The Soup. Ihre farbenprächtigen Illustrationen von Tieren, Menschen und Fantasiegestalten zieren CD-Hüllen und die Craft-Bier-Etiketten der Pühaste Braurerei in Tartu.
2017 erhielt sie Preise in Tartu für ihre Kinderbuch-Illustrationen.